# 小野洋子
小野洋子（日语：／ Ono Yōko ?，1933年2月18日—），曾被誤譯為「大野洋子」，是日裔美籍多媒体艺术家、歌手及和平活动家。她是约翰·列侬的第二任妻子和遗孀，知名于她在前衛艺术、音乐和电影领域的作品。

## 生平
小野洋子出生的前兩天，小野洋子的父亲小野英輔調職到橫濱正金銀行的舊金山分部。小野一家不久後也搬至旧金山，小野洋子在她兩歲時第一次見到父亲小野英輔。她的弟弟啟輔生於1936年的12月。她四歲時開始學鋼琴。1937年，小野一家搬回日本，小野洋子進入東京的学习院大学就讀。
小野在东京长大，就读于学习院大学。她在大二结束后退学，于1953年到纽约与家人团聚。她到莎拉劳伦斯学院学习，接着进入了纽约市中心的艺术家圈，包括激浪派团体。小野于1966年在她的伦敦展览上第一次遇见列侬，两人在1968年成为恋人。
1970年，她出版了著名詩集《葡萄柚》（Grapefruit），執導電影《羽化登仙》（Apotheosis）和《FLY（飛）》（也譯作《蒼蠅》）。她擅長製造藝術事件，打破人們的習慣性思維，讓人們對現有的世界觀提出質疑。
約翰·藍儂曾經這樣描述自己妻子：「世界上最有名，卻最不為人知的藝術家：每個人都知道她的名字，可沒有人知道她做了什麼。」。在披頭四時代晚期，她和約翰·藍儂的合作了第一張作品，名為《兩個處子》（Two Virgins），隨後又組建了「塑膠小野樂團」（Plastic Ono Band）並繼續合作了許多音樂作品，其風格皆與披頭四的風格差異極大。

## 英語專輯
- 小野洋子
  - 《Yoko Ono/Plastic Ono Band》（1970年12月11日）
  - 《Fly（英语：Fly (Yoko Ono album)）》（1971年3月12日）
  - 《Approximately Infinite Universe》（1973年1月8日）
  - 《Feeling the Space》（1973年11月23日）
  - 《A Story》（1974年）
  - 《Season of Glass（英语：Season of Glass (album)）》（1981年6月8日）
  - 《It's Alright》（1982年11月）
  - 《Starpeace》（1985年）
  - 《Rising（英语：Rising (Yoko Ono album)）》（1995年7月7日）
  - 《Blueprint for a Sunrise》（2001年11月9日）
  - 《Between My Head and the Sky》（2009年9月21日）
- 塑胶小野乐队
  - 《Unfinished Music No.1: Two Virgins》（1968年11月29日）
  - 《Unfinished Music No. 2: Life with the Lions》（1969年5月9日）
  - 《Wedding Album》（1969年11月7日）
  - 《Some Time in New York City》（1972年6月12日）
  - 《Double Fantasy》（1980年11月17日）
  - 《Milk and Honey（英语：Milk and Honey (album)）》（1984年1月27日）

### 書籍
- Munroe, Alexandra; Ono, Yoko; Hendricks, Jon; Altshuler, Bruce; Ross, David A.; Wenner, Jann S.; Concannon, Kevin C.; Tomii, Reiko; Sayle, Murray; Gomez, Edward M. . New York: Harry N. Abrams. 2000-10. ISBN 0-81094-587-8.

## 外部連結
- 官方网站
- 小野洋子的X（前Twitter）